# Drapeau de Niue
Le drapeau de Niue, île du Pacifique associée à la Nouvelle-Zélande, est formé de la même façon que les pavillons britanniques comme le Red Ensign. Le champ du drapeau est jaune et le canton supérieur à la hampe porte le dessin du drapeau du Royaume-Uni chargé, sur la croix principale, de cinq étoiles jaunes à cinq branches. L'étoile centrale est sur un disque bleu autour duquel les quatre autres, plus petites, forment un losange.

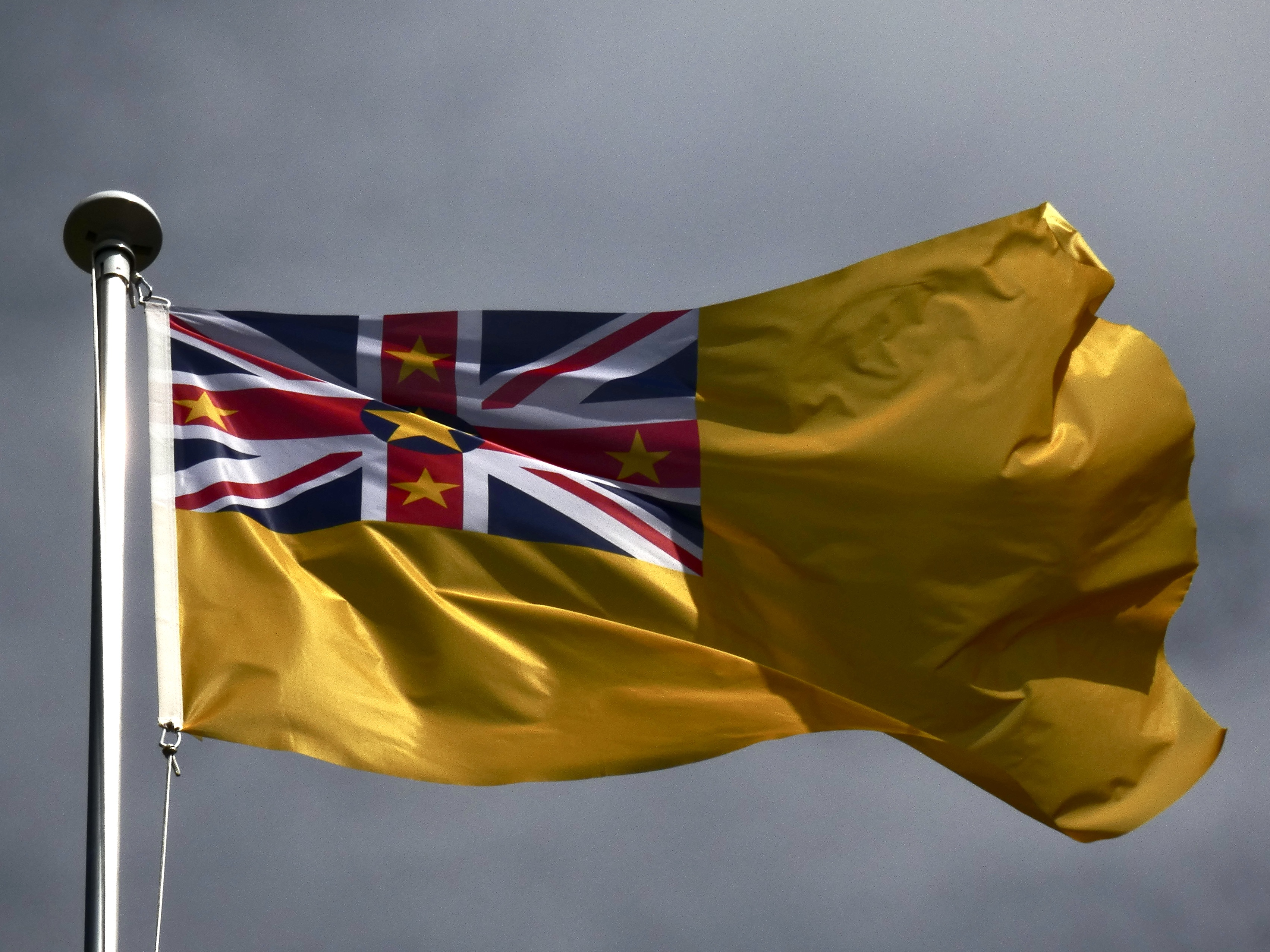
Drapeau de Niue aux jeux du Commonwealth de 2022

Le jaune symbolise "le soleil et le chaleureux attachement des Niuéiens envers les Néo-Zélandais". En effet, ce drapeau a été adopté en 1975, juste après l'indépendance de l'île, qui restait toutefois en libre-association. Le drapeau britannique rappelle qu'en 1900, l'île devint un protectorat britannique puis fut annexée l'année suivante par la Nouvelle-Zélande. Les quatre étoiles formant la croix du Sud se retrouvent par ailleurs sur le drapeau de la Nouvelle-Zélande. Enfin, l'étoile centrale symbolise l'île et son autonomie au milieu de l'océan.